# Chłopowo (powiat choszczeński)
Chłopowo (niem. Schwachenwalde) – wieś sołecka w Polsce położona w województwie zachodniopomorskim, w powiecie choszczeńskim, w gminie Krzęcin.
Wieś leży ok. 6 km na południowy wschód od Krzęcina, nad jeziorem Chłopowo oraz Piaseczno.
W skład sołectwa wchodzą; Kolonia IV Chłopowo, Kolonia V Chłopowo, Ligwiąca, Sowiniec, Pluskocin.
W latach 1954–1961 wieś należała i była siedzibą władz gromady Chłopowo, po jej zniesieniu w gromadzie Krzęcin. W latach 1975–1998 miejscowość administracyjnie należała do województwa gorzowskiego. W roku 2007 wieś liczyła 471 mieszkańców. 

## Zabytki
Do wojewódzkiego rejestru zabytków wpisany jest:
- kościół ewangelicki, obecnie pw. Najświętszego Serca Pana Jezusa z lat 1907–1908, kościół parafialny, rzymskokatolicki należący do dekanatu Choszczno, archidiecezji szczecińsko-kamieńskiej, metropolii szczecińsko-kamieńskiej.

## Edukacja, kultura i sport
We wsi znajduje się filia Gminnego Centrum Kultury w Krzęcinie,